# Dusona stragifex
Dusona stragifex är en stekelart som först beskrevs av Forster 1868.  Dusona stragifex ingår i släktet Dusona och familjen brokparasitsteklar. Arten är reproducerande i Sverige. Utöver nominatformen finns också underarten D. s. discrepans.